# Ballophilus granulosus
Ballophilus granulosus är en mångfotingart som beskrevs av Carl Graf Attems 1938. Ballophilus granulosus ingår i släktet Ballophilus och familjen Ballophilidae.

## Underarter
Arten delas in i följande underarter:
- B. g. holotrichus
- B. g. granulosus